# José Gregorio Aracena
José Gregorio Aracena; (* La Serena, 1772-† Vallenar, 1835). fue un militar, teniente coronel de milicias patriotas durante el período de Independencia. Prestó valiosos y abnegados servicios a la patria. Se dedicó también al comercio en la provincia de Coquimbo. También hizo préstamos para sostener la causa patriota, los cuales le fueron devueltos a su familia por gestiones de su hijo Pedro José Aracena, a través de una ley (1861), la que reconocía la generosidad de don Gregorio.

## Actividades políticas
- Capitán de milicias y teniente coronel en 1813.
- Simpatizante del movimiento pelucón.
- Diputado representante de Concepción (1822-1823).